# Pomnik Suworowa (Schöllenen)
Pomnik Aleksandra Suworowa (niem. Alexander Suworow Denkmal, ros. Памятник А.В. Суворову) – pomnik wzniesiony w wąwozie Schöllenen, w kantonie Uri w Szwajcarii. Teren pomnika o powierzchni około 500 m² należy do Federacji Rosyjskiej, bez prawa eksterytorialności.
Pomnik ku czci generała Aleksandra Suworowa, zaprojektowany przez A. Wierszynskiego na polecenie księcia Siergieja Golicyna, w formie wykutego w granitowej skale krzyża, wysokości 12 metrów, z metalowym wieńcem i rosyjskim napisem dedykacyjnym poniżej, wzniesiono z aprobatą władz Szwajcarii w latach 1895–1898 w wąwozie Schöllenen. W tym miejscu we wrześniu 1799 r. armia rosyjska pod dowództwem gen. Suworowa przekraczała Alpy i tu 25 września 1799 r. miały miejsce walki między wojskami rosyjskimi a wojskiem napoleońskiego generała C.J. Lecourbe’a, który poniósł klęskę. W 2009 r. pomnik odwiedził ówczesny prezydent Rosji Dmitrij Miedwiediew.